# Natio
Natio (także Nascio) – staroitalskie (latyńskie) bóstwo znane w religii Rzymian jako bogini narodzin.
Podobnie jak Juno Lucina, która zapewne później wyparła jej kult, była również opiekunką kobiet w połogu. Miała własną świątynię w położonej na południe od Rzymu Ardei. Nieznane są dotyczące ją mity. Historycznie poświadczona w źródłach jedynie przez Cycerona (De natura deorum III 18,47). Była odpowiednikiem greckiej Ejlejtyi.